# ليس كوفيس دي فينروما
بلدية كهف ابن رُمَّان أو (نقحرة: ليس كوفيس دي فينروما) (بالإسبانية: Cuevas de Vinromá)‏، هي إحدى بلديات مقاطعة قسطلونة التي تقع في منطقة بلنسية، في شرق إسبانيا.
يبلغ عدد سكانها 1.876 نسمة وفقاً لإحصائية سنة (2006).